# Antena 3 Radio
Antena 3 Radio fou una cadena de ràdio generalista espanyola. Va emetre des de 1982 fins a 1994.
Va ser creada l'1 de febrer de 1982 per les societats editores de La Vanguardia (51%) y ABC-Prensa Española (13%), Manuel Martín Ferrand (5%), l'agència Europa Press i el Grup Zeta. El conseller delegat era Manuel Martín Ferrand. El seu president era Rafael Jiménez de Parga, càrrec que més endavant ocuparia Javier Godó (de La Vanguardia). El director general era Javier Jimeno, el Cap de Programes era José Luis Orosa i José Cavero era el director d'informatius.